# Queen 4 a Day
Queen 4 a Day è il secondo album in studio degli Shameless, uscito nel 2000 per l'Etichetta MTM Music/Perris Records.
Ariel Stiles, ex chitarrista dei Pretty Boy Floyd, scrisse alcuni brani, mentre verrà inserita anche la traccia American Man scritta da Gene Simmons (Kiss), Jaime St. James (Black 'N Blue, Warrant) e Tommy Thayer (Black 'N Blue, Kiss) e la traccia A Place Where Love Can't Go scritta dai Tuff. Queste due tracce verranno poi inserite nell'album raccolta dei Tuff The History of Tuff del 2001.

## Tracce
1. Shock the World (Stiles) 3:47
2. Queen 4 a Day (Michael) 4:33
3. You Can't Stop Me (Michael) 3:19
4. Far Away (Stiles) 4:44
5. American Man (Gene Simmons, St. James, Thayer) 3:45
6. Nonstop City (Michael) 3:55
7. Lonely Nite I Paradise (Kelli, Michael) 3:14
8. I Don't Think I Luv U (Kelli, Michael) 5:05
9. What U Want Is What You Get (Michael, Rachelle) 4:43
10. Steal the Girlz (Michael) 3:51
11. I'm So Good (B.C., Kelli, Michael) 4:29
12. A Place Where Love Can't Go (Chase, DeSaint, Lean, Meagher, Rachelle) 7:10 (Tuff Cover)

## Formazione
- Alexx Michael - basso
- Steve Summers - voce (Pretty Boy Floyd)
- Stevie Rachelle - voce (Tuff)
- Kari Kane - batteria (Pretty Boy Floyd)
- B.C. - chitarra
- Keri Kelli - chitarra (Pretty Boy Floyd, Big Bang Babies)
- Keith Alan - batteria (Big Bang Babies)
- Danny Wagner - tastiere (Warrant)
- Jani Lane - cori (Warrant)
- Brian Tichy - batteria (Sass Jordan, Slash's Snakepit, Foreigner)
- Ziggy Stardust - chitarra
- Steve Riley - batteria (L.A. Guns, W.A.S.P.)
- Tracii Guns - chitarra (L.A. Guns)
- Eric Singer - batteria, cori (Kiss, Alice Cooper)
- Teddy Andreadis - cori, tastiere (Guns N'Roses)
- Bruce Kulick - chitarra (Kiss)
- Gilby Clarke - cori (Guns N'Roses)